# Mosty Toko-Ri
Mosty Toko-Ri (ang. The Bridges at Toko-Ri) – amerykański dramat wojenny z 1954 roku w reżyserii Marka Robsona. Adaptacja uhonorowanej Nagrodą Pulitzera powieści Jamesa Michenera z 1953 roku pod tym samym tytułem.

## Fabuła
Wojna w Korei. Pilot lotnictwa morskiego kpt. Brubaker wraz ze swoją eskadrą otrzymuje rozkaz ataku i zniszczenia mostów Toko-ri – kluczowych w systemie zaopatrzenia północnokoreańskich wojsk. Mosty mają silną obronę przeciwlotniczą i Brubaker doskonale zdaje sobie sprawę z niebezpieczeństwa zadania. Nie jest zawodowym pilotem (w cywilu jest wziętym adwokatem), ma kochającą żonę i dwoje dzieci. Pomimo wewnętrznych wahań i rozterek wykonuje zadanie przypłacając je życiem – ginie zastrzelony w nierównej walce z żołnierzami komunistycznej Korei po zestrzeleniu jego samolotu. Wraz z nim ginie dwóch jego przyjaciół, lotników ze śmigłowca ratunkowego próbujących go ewakuować.

## Obsada
- William Holden – kpt. Brubaker
- Grace Kelly – Nancy Brubaker
- Fredric March – adm. Tarrant
- Mickey Rooney – Forney (I pilot śmigłowca)
- Earl Holliman – Gamidge (II pilot śmigłowca)
- Robert Strauss – "Beer Barrel"
- Charles McGraw – kmdr Lee
- Keiko Awaji – Kimiko
- Richard Shannon – por. Olds
- Dennis Weaver – oficer wywiadu
- Bob Templeton – sierżant żandarmerii
- Burt Metcalfe – sierżant żandarmerii
- Robert A. Sherry – lekarz wojskowy

## Produkcja

### Osnowa
Film powstał na podstawie bestsellerowej, nagrodzonej Pulitzerem powieści Jamesa Michenera wydanej rok wcześniej. Michener w czasie wojny w Korei był korespondentem wojennym na lotniskowcach USS „Essex” i USS „Oriskany” i fabułę swojej powieści oparł na autentycznych epizodach tej wojny – atakach lotnictwa US Navy na mosty kolejowe Majon-ni i Samdong-ni w Korei Północnej w grudniu 1951.
Postacie ukazane w filmie miały swoje autentyczne pierwowzory, które umieścił w swojej książce Michener. Motyw zestrzelenia załogi jednego z amerykańskich samolotów i próby ich ewakuacji również bazuje na autentycznych wydarzeniach, chociaż miały one miejsce trzy miesiące po ataku na mosty.
Film powstał niemal w czasie rzeczywistym w stosunku do przedstawianych wydarzeń (zaledwie w rok po zakończeniu wojny), przy wydatnej pomocy US Navy. Z wyjątkiem odrzutowców F9 Panther (w rzeczywistości były to Douglas A-1 Skyraider), przedstawione w nich okręty i samoloty brały udział w opisywanych wydarzeniach.

### Odbiór
Film spotkał się z dobrym przyjęciem zarówno u widzów jak i krytyków. Bosley Crowther na łamach The New York Times uznał film za jeden z najlepszych obrazów wojennych. Chwalił go za realistyczne i tak wiernie jak to tylko możliwe odtworzone sceny udziału US Navy w wojnie koreańskiej. Podkreślano również przejmująco ukazany wątek osobistych przeżyć głównego bohatera rozdartego pomiędzy miłością i oddaniu dla rodziny, a poczuciem obowiązku. Chwalono doskonale dobraną obsadę aktorską.
W rankingu popularnego, filmowego serwisu internetowego Rotten Tomatoes obraz posiada obecnie (2023) wysoką, 82-procentową, pozytywną ocenę „zgniłych pomidorów”
Mosty Toko-Ri spodobały się również widzom. W 1955 film uplasował się na szesnastym (na 107 sklasyfikowanych filmów) miejscu pod względem oglądalności w kinach USA i Kanady z przychodem 4,7 mln. $, wyprzedzając tak głośne produkcje jak: Vera Cruz, Czarny dzień w Black Rock i Marty

## Nagrody i wyróżnienia
W 1956 roku film otrzymał Oscara za najlepsze efekty specjalne oraz nominację do tej nagrody w kategorii najlepszy montaż.

## Plenery
Plenery i plany filmowe filmu były w większości autentyczne i umiejscowione zostały w powojennej Japonii (Yokosuka, Hakone) oraz na pokładach amerykańskich okrętów (USS „Oriskany”, USS „Kearsarge”).  

## Galeria
Okręty i samoloty użyte w filmie

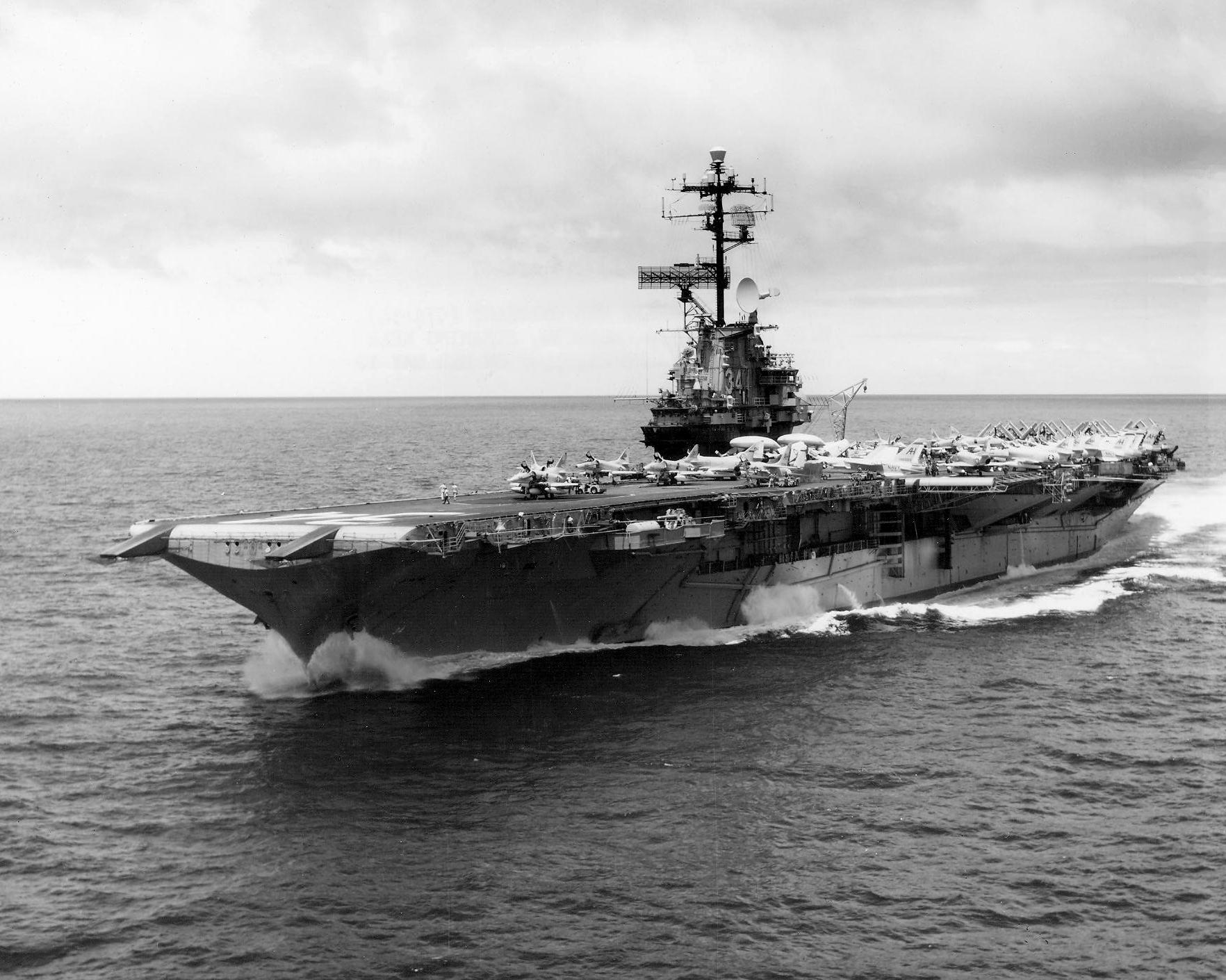
USS "Oriskany"
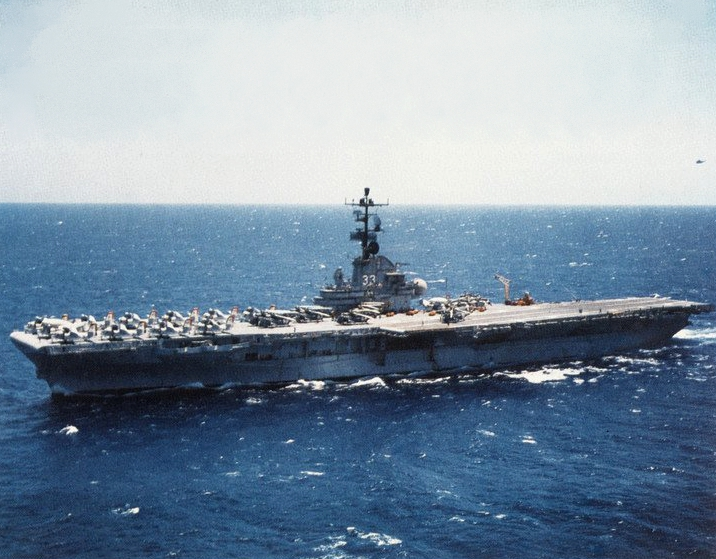
USS "Kearsarge"
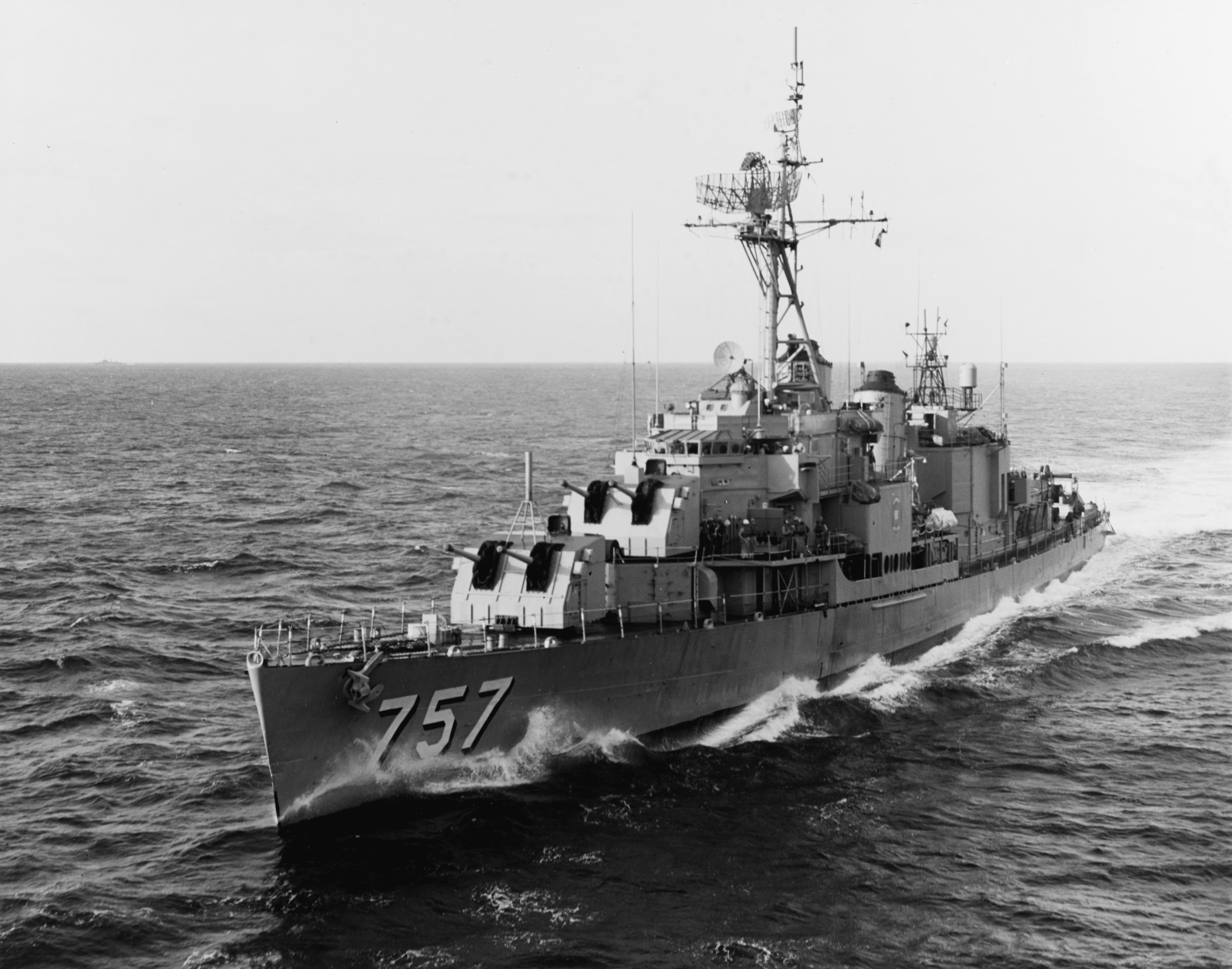
USS "Putnam"
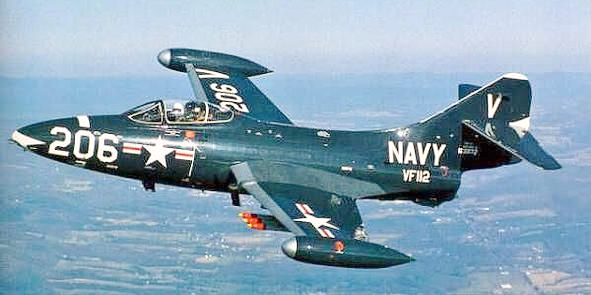
F9 "Panther"
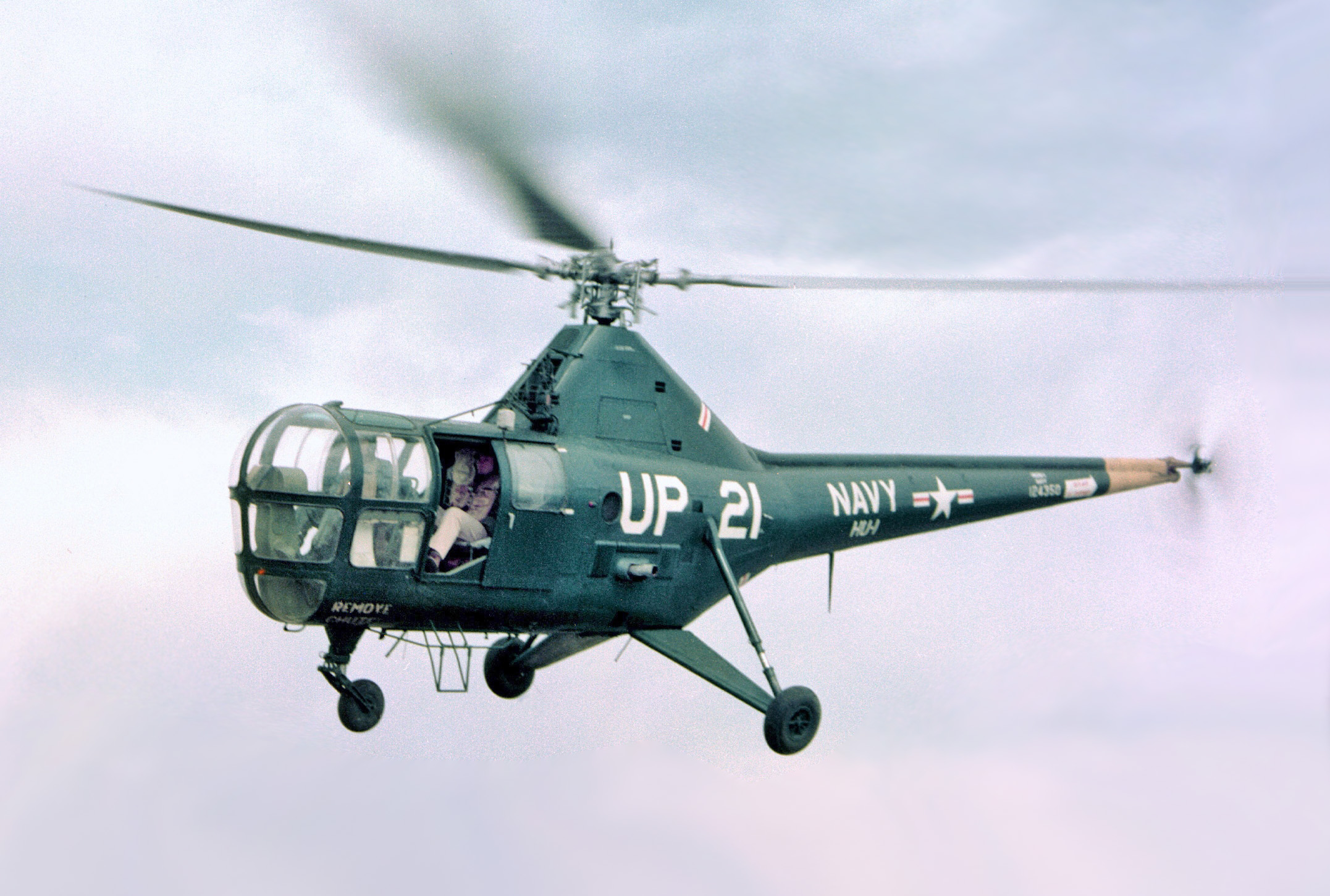
Sikorsky H-5
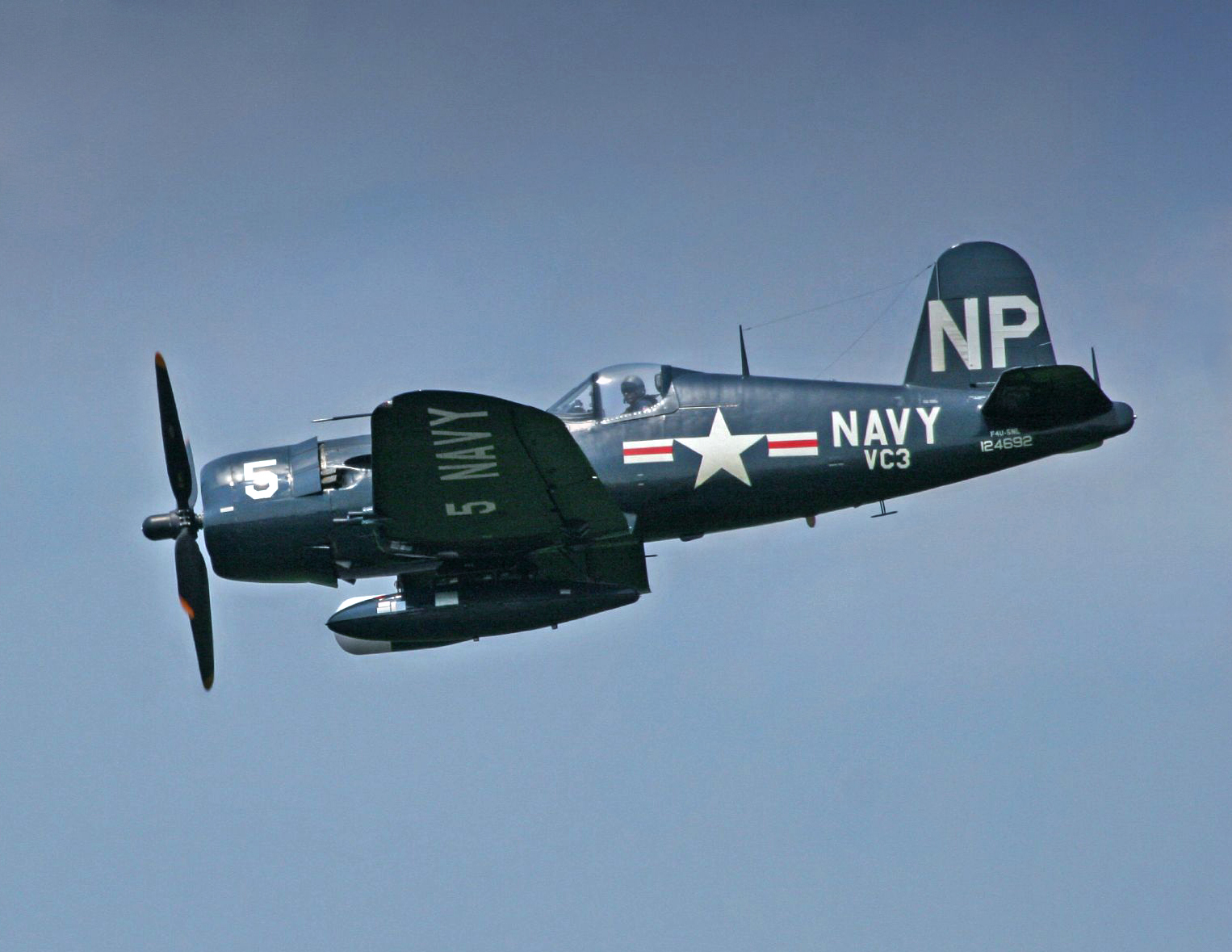
F4 "Corsair"

Plenery

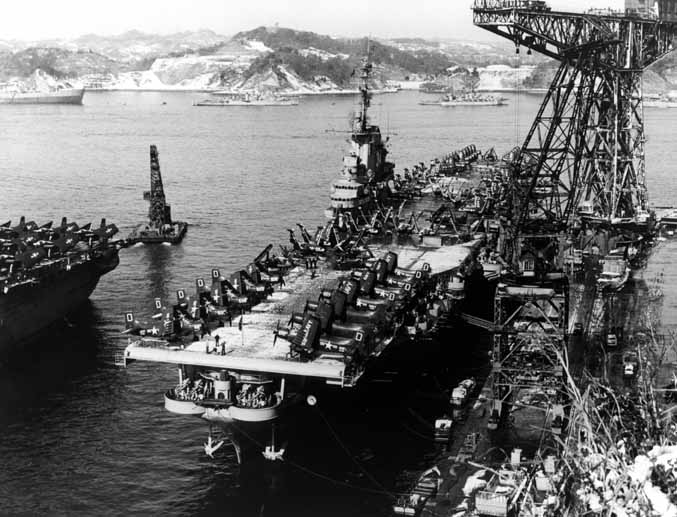
Nadbrzeże bazy US Navy w Yokosuce gdzie kręcono część scen z filmu. W centrum widoczny USS „Oriskany”, który „wystąpił” w filmie (zdjęcie z okresu kiedy powstawał film)
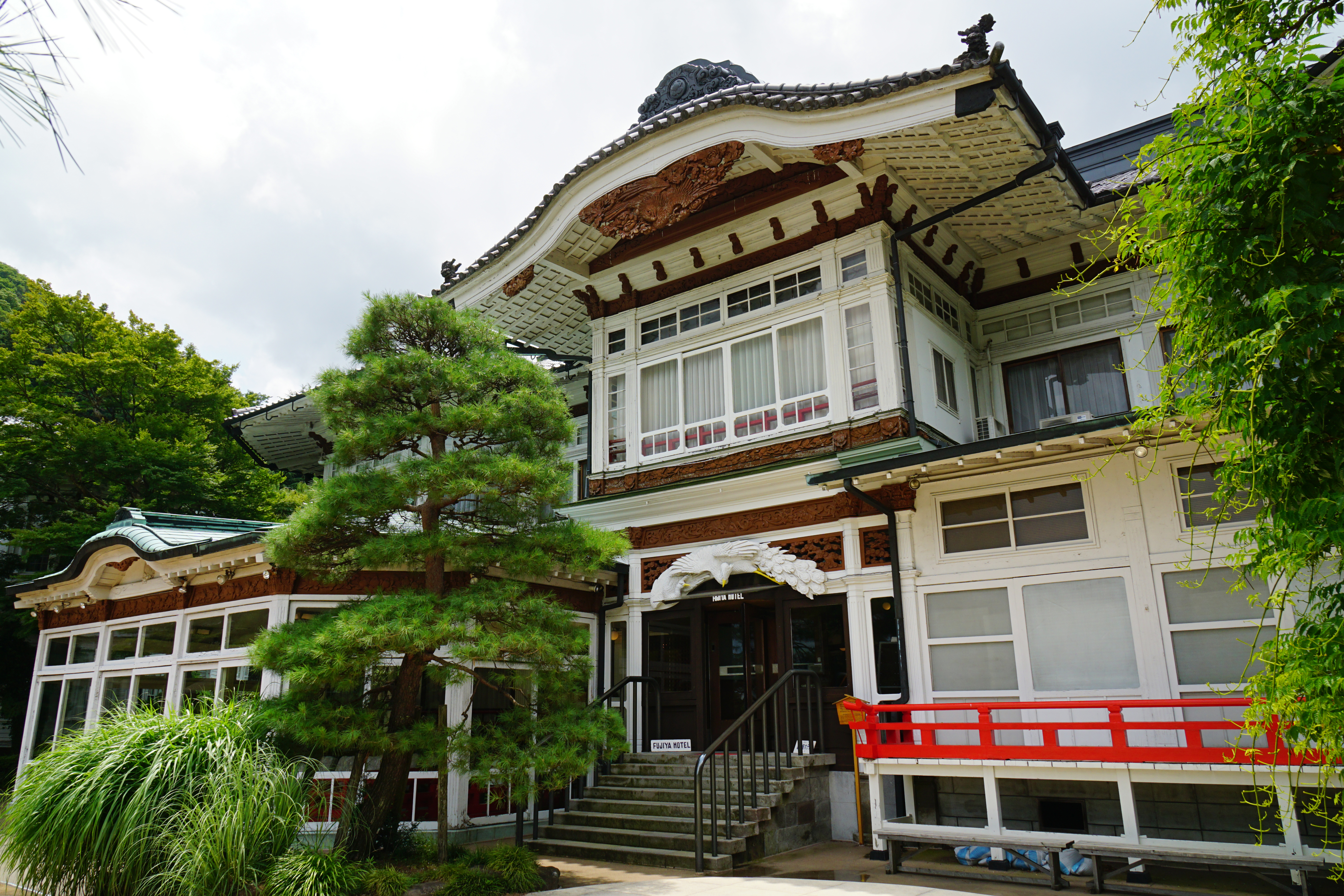
Hotel Fujiya w Hakone w którym kręcono sceny spotkania Brubakera z rodziną
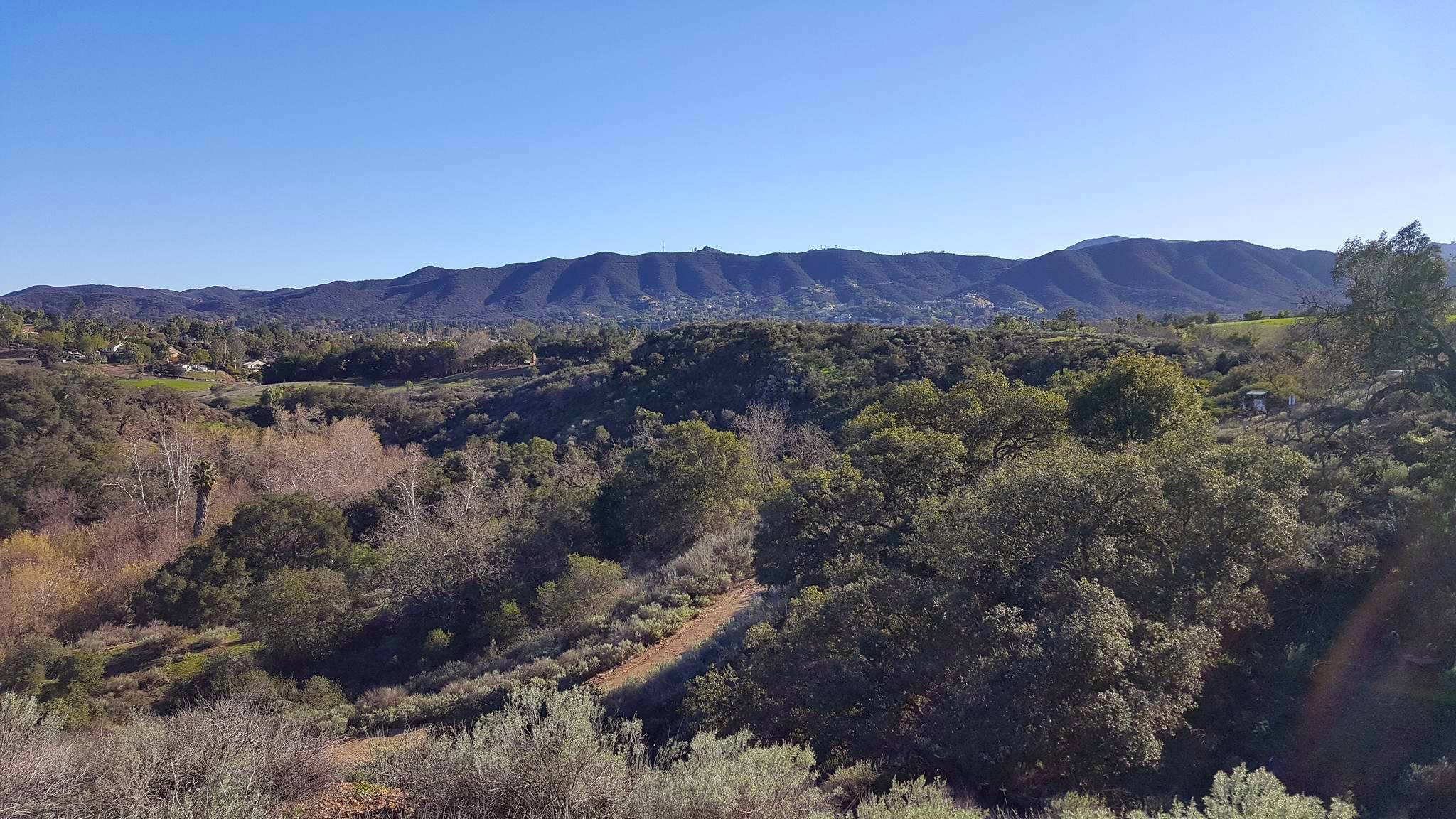
Region Thousand Oaks w Kalifornii – w filmie "koreańskie" miejsce śmierci Brubakera i jego towarzyszy

Inne

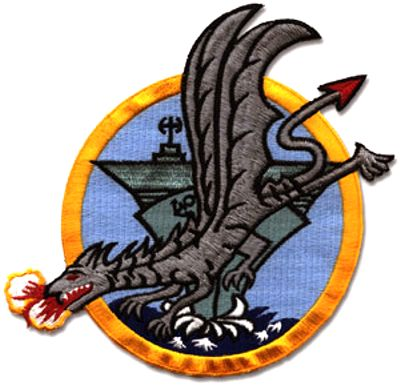
Logo 192 Myśliwskiej Eskadry Uderzeniowej US Navy widoczne w filmie na mundurach i samolotach amerykańskich lotników